# Szombathelyi Haladás
Lo Szombathelyi Haladás, meglio noto solo come Haladás ("progresso" in lingua ungherese), è una società calcistica con sede a Szombathely, in Ungheria. Il club, fondato nel 1919, disputa le proprie partite in casa nel Rohonci úti Stadion. Milita nella Nemzeti Bajnokság II, la seconda serie del campionato ungherese.
La squadra ha raggiunto la finale della Coppa d'Ungheria nel 1975, 1993 e 2002, mentre in campionato il miglior piazzamento è il terzo posto ottenuto nel campionato 2008-2009.

## Storia
Lo Szombathelyi Haladás viene fondato nel 1919 a Szombathely, in Ungheria. Ottiene la prima promozione nella massima divisione ungherese nel 1936, ma viene retrocesso dopo una sola stagione. Da questo punto fino a prima dello scoppio della Seconda guerra mondiale la squadra disputa altri tre campionati in prima divisione.
Nel Dopoguerra l'Haladás, pur riuscendo raramente a classificarsi nella metà superiore della classifica, rimane ininterrottamente in prima divisione fino alla stagione 1959-1960, quando viene retrocesso in seconda divisione. La squadra trascorre la prima parte degli anni sessanta tra la prima e la seconda divisione, fino a tornare in prima divisione nel campionato 1967. Dopo essere nuovamente retrocesso al termine della stagione 1971-1972 ed essere nuovamente riuscito ad ottenere la promozione, la squadra nel 1975 arriva a disputare per la prima volta nella sua storia la finale della Coppa d'Ungheria. Qui viene sconfitto 3-2 dall'Újpest, che conquista nella stessa stagione anche il campionato. Per questa ragione l'Haladás può partecipare alla Coppa delle Coppe 1975-1976: nei sedicesimi elimina facilmente i maltesi della Valletta vincendo 7-0 la gara d'andata, e ipotecando quindi la qualificazione. Il cammino nella manifestazione termina tuttavia negli ottavi, dove i magiari incontrano lo Sturm Graz, che vince 2-0 la gara di andata in Austria e pareggia 1-1 il ritorno in Ungheria.
Dopo aver ottenuto un quinto posto nella stagione 1976-1977, l'Haladás retrocede al termine del campionato 1978-1979, per venire nuovamente promosso dopo altre due stagioni. Con la promozione ottiene anche il diritto di partecipare alla Coppa Mitropa 1981-1982: il torneo è un girone nel quale i magiari affrontano anche il Milan, che poi vincerà la coppa. I Rossoneri vincono entrambi gli incontri, 2-0 a Milano e 1-0 a Szombathelyi.
L'Haladás rimane in prima divisione per tutti gli anni ottanta, retrocedendo al termine del campionato 1989-1990. La prima parte degli anni novanta è caratterizzata da continui cambi di categoria, passando dalla prima alla seconda divisione e viceversa. Nel 1993 la squadra, mentre milita in seconda divisione, disputa per la seconda volta la finale della Coppa nazionale, ma viene sconfitta dal Ferencváros ai calci di rigore. La terza finale nella manifestazione viene disputata nel 2002, ancora contro l'Újpest, che prevale 2-1 nei tempi supplementari. Quella stagione si conclude con la retrocessione, ma tre stagioni dopo la squadra rischia di finire addirittura in terza divisione, riuscendo a salvarsi solo grazie allo spareggio.
L'Haladás torna a disputare il massimo campionato nella stagione 2008-2009, dove, da neopromossa, ottiene un buon terzo posto, il miglior piazzamento di sempre. In questo modo accede all'Europa League 2009-2010, ma viene eliminato nel secondo turno preliminare dagli svedesi dell'IF Elfsborg.

## Cronologia dei nomi
- 1919  Szombathelyi Haladás Vasutas Sport Egyesület
- 1926 – 1936 Szombathelyi MÁV
- 1936 – 1948 Szombathelyi Haladás VSE
- 1948 – 1951 Szombathelyi VSE
- 1951 – 1954 Szombathelyi Lokomotív Sportegyesület
- 1954 – 1956 Szombathelyi Törekvés
- 1956 – 1995 Szombathelyi Haladás VSE
- 1995 – 1997 Haladás VFC
- 1997 – 1999 Haladás-Milos
- 2000 – 2001 Haladás
- 2001 – 2002 s.Oliver-Haladás
- 2002 – 2004 Lombard FC Haladás
- 2004 – 2011 Szombathelyi Haladás
- 2011 –  Haladás-Sopron Bank

## Rosa 2015-2016
| N. |                     | Ruolo | Calciatore        |
| -- | ------------------- | ----- | ----------------- |
| 1  | Ungheria (bandiera) | P     | Gábor Király      |
| 3  | Ungheria (bandiera) | D     | Zoltán Fehér      |
| 4  | Ungheria (bandiera) | D     | Gábor Jánvári     |
| 6  | Belgio (bandiera)   | D     | Stef Wils         |
| 8  | Ungheria (bandiera) | A     | Ádám Dudás        |
| 14 | Ungheria (bandiera) | C     | Bálint Gaál       |
| 15 | Ungheria (bandiera) | C     | Bence Iszlai      |
| 17 | Ungheria (bandiera) | C     | Patrik Nagy       |
| 18 | Ungheria (bandiera) | C     | András Gosztonyi  |
| 20 | Belgio (bandiera)   | C     | Thomas Wils       |
| 23 | Ungheria (bandiera) | D     | Szabolcs Schimmer |
| 24 | Ungheria (bandiera) | D     | Zsolt Angyal      |

| N. |                     | Ruolo | Calciatore      |
| -- | ------------------- | ----- | --------------- |
| 25 | Croazia (bandiera)  | C     | Ante Batarelo   |
| 26 | Ungheria (bandiera) | D     | Márk Jagodics   |
| 31 | Ungheria (bandiera) | C     | Márió Németh    |
| 35 | Ungheria (bandiera) | D     | Predrag Bošnjak |
| 44 | Ungheria (bandiera) | P     | Márton Gyurján  |
| 66 | Ungheria (bandiera) | P     | Dániel Rózsa    |
| 70 | Ungheria (bandiera) | A     | Roland Ugrai    |
| 77 | Ungheria (bandiera) | A     | Zoltán Medgyes  |
| 79 | Ungheria (bandiera) | C     | Péter Halmosi   |
| 80 | Ungheria (bandiera) | C     | Balázs Petró    |
| 89 | Serbia (bandiera)   | A     | Saša Popin      |
| 96 | Ungheria (bandiera) | A     | Milán Török     |

## Rosa 2014-2015
| N. |                     | Ruolo | Calciatore              |
| -- | ------------------- | ----- | ----------------------- |
| 44 | Romania (bandiera)  | P     | Laurențiu Brănescu      |
| 3  | Brasile (bandiera)  | D     | Emílson Sánchez Cribari |
| 5  | Ungheria (bandiera) | D     | Martin Zsirai           |
| 6  | Ungheria (bandiera) | C     | Attila Szakály          |
| 7  | Ungheria (bandiera) | C     | András Radó             |
| 9  | Ungheria (bandiera) | C     | Viktor Városi           |
| 10 | Ungheria (bandiera) | C     | Olivér Nagy             |
| 12 | Ungheria (bandiera) | C     | András Jancsó           |
| 13 | Ungheria (bandiera) | C     | Bence Gyurján           |
| 14 | Ungheria (bandiera) | D     | Gábor Dvorschák         |
| 15 | Ungheria (bandiera) | C     | Bence Iszlai            |
| 16 | Ungheria (bandiera) | C     | Barnabás Rácz           |
| 18 | Italia (bandiera)   | A     | Tommaso Rocchi          |
| 21 | Ungheria (bandiera) | A     | Olivér Tihanyi          |
| 23 | Ungheria (bandiera) | D     | Szabolcs Schimmer       |
| 24 | Ungheria (bandiera) | D     | Zsolt Angyal            |
| 26 | Ungheria (bandiera) | D     | Márk Jagodics           |

| N. |                       | Ruolo | Calciatore         |
| -- | --------------------- | ----- | ------------------ |
| 28 | Slovacchia (bandiera) | C     | Kamil Kopúnek      |
| 30 | Ungheria (bandiera)   | P     | Márton Gyurján     |
| 32 | Ungheria (bandiera)   | A     | Bálint Gaál        |
| 33 | Ungheria (bandiera)   | A     | Márk Farkas        |
| 45 | Ungheria (bandiera)   | C     | Márió Németh       |
| 66 | Ungheria (bandiera)   | P     | Dániel Rózsa       |
| 69 | Ungheria (bandiera)   | D     | Szilárd Devecseri  |
| 75 | Ungheria (bandiera)   | P     | László Gyűrű       |
| 77 | Ungheria (bandiera)   | A     | Zoltán Medgyes     |
| 79 | Ungheria (bandiera)   | C     | Péter Halmosi      |
| 88 | Ungheria (bandiera)   | C     | Martin Tóth        |
| 90 | Ungheria (bandiera)   | D     | Máté Katona        |
| 91 | Ungheria (bandiera)   | P     | Roland Mursits     |
| 92 | Ungheria (bandiera)   | A     | Balázs Zamostny    |
| 4  | Italia (bandiera)     | C     | Andrea Mancini     |
| 13 | Italia (bandiera)     | D     | Raffaele Alcibiade |
| 10 | Italia (bandiera)     | A     | Leandro Martínez   |

## Giocatori celebri
Tommaso Rocchi, ex capitano della Lazio

## Palmarès

### Competizioni nazionali
- Nemzeti Bajnokság II: 7

1961-1962, 1972-1973, 1980-1981, 1990-1991, 1992-1993, 1994-1995, 2000-2001

### Altri piazzamenti
- Campionato ungherese:

Terzo posto: 2008-2009
- Coppa d'Ungheria:

Finalista: 1974-1975, 1992-1993, 2001-2002
- Coppa di Lega ungherese:

Semifinalista: 2010-2011
- Nemzeti Bajnokság II:

Secondo posto: 1979-1980, 2002-2003, 2006-2007
- Coppa Mitropa:

Quarto posto: 1981-1982